# جون باكر
جون باكر هو مدرس وقسيس وسياسي بريطاني، ولد في 10 أكتوبر 1946 في بلاكبرن في المملكة المتحدة. انتخب Bishop of Ripon ‏ وانتخب Bishop of Warrington ‏ وانتخب Archdeacon of West Cumberland ‏.